# トッテナム・ホットスパーFC.リザーブ
トッテナム・ホットスパー・フットボール・クラブ・リザーブ (Tottenham Hotspur Football Club Reserves) は、イングランドのロンドン北部に本拠地を置きプレミアリーグ2を主戦場とするトッテナム・ホットスパーFCの二軍チーム。

## タイトル
- プレミアリーグ2:2023-24
- プレミアリザーブリーグ:2006
- FAユースカップ:1970,1974,1990

## 現在のメンバー
注：選手の国籍表記はFIFAの定めた代表資格ルールに基づく。
| No. | Pos. |              | 選手名                     |
| --- | ---- | ------------ | -------------------------- |
| 42  | FW   | イングランド | ウィル・ランクシャー       |
| 46  | GK   | イングランド | ルカ・ガンター             |
| 47  | MF   | イングランド | マイキー・ムーア           |
| 49  | MF   | イングランド | タイリース・ホール         |
| 53  | MF   | イングランド | マックス・ロブソン         |
| 58  | DF   | イングランド | マックスウェル・マクナイト |
| 59  | DF   | ジャマイカ   | ダンテ・カサノヴァ         |
| 60  | FW   | イングランド | ジェイデン・ウィリアムズ   |
| 61  | MF   | イングランド | ジャザイア・リントン       |
| 63  | FW   | イングランド | ダモラ・アジャイ           |
| 64  | MF   | イングランド | カラム・オルセシ           |
| 65  | MF   | イングランド | レオ・ブラック             |
| 66  | MF   | イングランド | リオ・キェレマテン         |

| No. | Pos. |              | 選手名                           |
| --- | ---- | ------------ | -------------------------------- |
| 70  | FW   | モロッコ     | ユースフ・アクハムリッチ         |
| 72  | DF   | ウェールズ   | ウィル・アンディヤパン           |
| 73  | FW   | イングランド | オリヴァー・アイロウ             |
| 74  | DF   | イングランド | マーソン・キング                 |
| 76  | DF   | イングランド | ジェームズ・ロウズウェル         |
| --  | DF   | イングランド | アーチー・バプティスト           |
| --  | GK   | アルバニア   | エリオット・クラスニキ           |
| --  | DF   | スペイン     | ペレ・アルガネセ＝マクダーモット |
| --  | DF   | イングランド | ザック・シモンズ                 |
| --  | DF   | イングランド | タイレル・アシュクロフト         |
| --  | GK   | アイルランド | アーロン・マグワイア             |
| --  | DF   | イングランド | アルフィー・ドリントン           |

## 歴代選手

### GK
- イアン・ウォーカー
- クリス・デイ
- シュワン・ジャラル
- デイビッド・マーティン
- トミー・フォーキャスト
- デイビッド・バットン
- オスカー・ヤンソン
- ミルコ・ラニエリ
- ローレンス・ビグルー

- アミル・アベドザデ
- ジョーダン・アーチャー
- ルーク・マギー
- トム・グローバー
- アルフィー・ホワイトマン
- ブランドン・オースティン
- ジョナサン・デ・ビー
- ジョシュア・オルワエミ
- ティモシー・ロ=トゥタラ

### DF
- ロン・ヘンリー
- フィル・ビール
- クリス・ヒュートン
- ポール・ミラー
- ジョン・ポルストン
- マーク・ボウエン
- ソル・キャンベル
- スティーブン・カー
- ジェイミー・クラップハム
- ルーク・ヤング
- アルトン・セルウェル
- レドリー・キング
- ロニー・ヘンリー
- スティーブン・ケリー
- ヨン・ヨンソン
- フィリップ・アイフィル
- ロドリゴ・デフェンジ
- チャーリー・ダニエルズ
- ドリアン・デルヴィト
- トロイ・アーチボルド・ヘンヴィル
- ジョー・マーティン
- ヴァレンティノス・シエリス
- ユーリ・ベルチチェ
- アントン・ブラックウッド
- スティーヴン・コーカー

- アダム・スミス
- ライアン・フレデリックス
- ザイネ・フランシス＝アンゴル
- ウィリアム・トロースト＝エコング
- アレクサンダー・マックイーン
- ミロシュ・ヴェリコヴィッチ
- コナー・オギルビー
- ケイン・ヴィンセント＝ヤング
- キャメロン・カーター＝ヴィッカース
- アントン・ウォークス
- カイル・ウォーカー＝ピータース
- クリスティアン・マゴマ
- ムサ・ヤハヤ
- リース・オックスフォード
- ジャフェット・タンガンガ
- ジェイデン・ブラウン
- ティモシー・エヨマ
- マルセル・ラヴィニエ
- ルイス・ビンクス
- マラチ・フェイガン＝ウォルコット
- デニス・サーキン
- カラム・セサイ
- マクシム・パスコッチ
- ジェイデン・メゴマ

### MF
- ヴィク・バッキンガム
- ビル・ニコルソン
- トニー・マルキ
- グレアム・スーネス
- グレン・ホドル
- ミッキー・ハザード
- イアン・クルーク
- デイビッド・ハウエルズ
- ヴィニー・サムウェイズ
- ジェイミー・レドナップ
- ニック・バーンビー
- デビッド・ベッカム
- クイントン・フォーチュン
- ジョン・ピアーシー
- マーク・ガワー
- ポール・マクヴェイ
- スチュワート・サーグッド
- スティーブン・クレメンス
- ディーン・マーニー
- ジョニー・ジャクソン
- ジャック・マゴマ
- ジェイミー・オハラ
- ディーン・パレット
- サム・コックス
- ジェイク・リバモア
- マッシモ・ルオンゴ
- ヤセル・カシム
- カルム・ブッチャー
- アンドロス・タウンゼント
- ライアン・メイソン
- ジェイク・ニコルソン
- ネイサン・バーン
- トム・キャロル

- アレックス・プリチャード
- カラム・タッピング
- ジョージ・モンカー
- ケビン・スチュワート
- ルベン・ラメイラス
- グラント・ウォード
- ケネス・マケボイ
- ナビル・ベンタレブ
- トミスラフ・ゴメルト
- ドミニク・ボール
- ウィル・ミラー
- ハリー・ウィンクス
- フィリップ・レスニアク
- ジョー・プリチャード
- ジョー・マスカット
- ルーク・エイモス
- ジョシュ・オノマー
- サイ・ゴダード
- アンソニー・ジョルジウ
- タシャン・オークリー＝ブース
- ジョージ・マーシュ
- マーカス・エドワーズ
- イスマイル・アザウィ
- ジャック・ロールズ
- ニア・カービー
- アルマンド・シャショウア
- オリヴァー・スキップ
- ジェイニール・ベネット
- マキシムス・タイニオ
- ハーヴェイ・ホワイト
- ロメイン・マンドル
- マイケル・クレイグ
- ナイル・ジョン
- アルフィー・ディヴァイン

### FW
- クリス・ジョーンズ
- マーク・ファルコ
- ケリー・ディクソン
- ピーター・クラウチ
- ヤニック・カマナン
- ジョン・サットン
- ジェイミー・スラッバー
- リー・バーナード
- マーク・イェイツ
- アンディ・バーチャム
- チャーリー・シェリンガム
- トマーシュ・ペクハルト
- サイモン・ドーキンス
- ジョナサン・オビカ
- クリスティアン・セバージョス
- キャメロン・ランカスター
- ポール＝ジョゼ・ムポク
- ハリー・ケイン
- シャキール・コールサースト
- スレイマン・クリバリ

- ダニエル・アキンダイニ
- エマヌエル・ソヌプ
- ネイサン・オドゥワ
- アラミデ・オテフ
- シェイオン・ハリソン
- ライアン・ロフト
- カザイア・スターリング
- サムエル・シャショウア
- レオ・グリフィス
- ロデル・リチャーズ
- カーナン・べネッツ
- マウリツィオ・ポチェッティーノ
- キオン・エテテ
- トロイ・パロット
- ノニ・マドゥエケ
- ディラン・マーカンデイ
- ヤゴ・サンティアゴ
- ジュード・スーンサップ＝ベル
- デーン・スカーレット